# ورقة 100 دولار نيوزيلندي
ورقة 100 دولار نيوزيلندي هي ورقة نقدية نيوزيلندية. أصدرها بنك نيوزيلندا الاحتياطي أول مرة في 10 يوليو 1967 عندما غيرت نيوزيلندا عملتها من الجنيه النيوزيلندي إلى الدولار النيوزيلندي. في التصميم الأصلي كان على وجه الورقة صورة الملكة إليزابيث الثانية، ولكن منذ عام 1992 ظهر عليها صورة إرنست رذرفورد.

## التصميم
أصدرت سبع سلاسل مختلفة من الأوراق النقدية النيوزيلندية، أصدرت ورقة 100 دولار في السلسلة الثالثة.

### السلسلة الثالثة (1967–1981)
أصدرت ورقة 100 دولار الأولى في السلسلة الثالثة في 10 يوليو 1967. الورقة كانت قطنية. اختار التصميم لجنة في عام 1964 ضمت ألكسندر ماكلينتوك وستيوارت بيل ماكلينان والبروفيسور جون سيمبسون، عميد كلية الفنون الجميلة في جامعة كانتبري.
جميع أوراق هذه السلسلة كان على وجهها صورة الملكة إليزابيث الثانية وكانت العلامة المائية صورة جيمس كوك. وعلى الظهر أيضًا طائر نيوزيلندي ونبات مرتبط بهذا الطائر. كان على ظهر ورقة المائة الدولار طائر تاكاهي، وهو أحد أندر الطيور في نيوزيلندا في ذلك الوقت والذي كان يعتقد أنه انقرض حتى الأربعينيات من القرن الماضي، وزهرة الأقحوان الجبلية.

### السلسلة الرابعة (1982–1990)
غير البنك الاحتياطي طابعته في أواخر عام 1981 مما أدى إلى تصنيع لوحات طباعة جديدة. كانت التغييرات الوحيدة في هذه السلسلة هي تغييرات طفيفة في الرسم وتحديث لصورة إليزابيث الثانية.

### السلسلة الخامسة (1992–1999)
أعيد تصميم الأوراق النقدية النيوزيلندية بالكامل في التسعينيات لتقديم لإضفاء طابع نيوزيلندي فريد عليها. ظهر على وجه ورقة 100 إرنست رذرفورد، مع ميدالية جائزة نوبل التي فاز بها في عام 1908. سمحت مؤسسة نوبل باستخدام صورة الميدالية المغطى برسم بياني يوضح نتائج بحوث رذرفورد في النشاط الإشعاعي الطبيعي.
وعلى الظهر الطائر الأصفر وعثة حزاز الجزيرة الجنوبية. في الخلفية وادي إجلينتون الموجود في حديقة فيوردلاند الوطنية في الجزيرة الجنوبية. وتصاميم tukutuku الماورية المأخوذ من Wharenui Kaakati في مدينة نيلسون.

### السلسلة السادسة (1999–2016)
غيرت نيوزيلندا في عام 1999 مادة أوراقها النقدية من الورق إلى البوليمر. أدى هذا التغيير إلى زيادة عمر الأوراق النقدية وإضافة ميزات أمان جديدة ومحسنة لمنع تزيف العملة. بقي تصميم السلسلة السابقة كما هو مع تعديلات طفيفة لميزات الأمان الجديدة.

### السلسلة السابعة (2016–الآن)
أصدرت ورقة 100 دولار جديدة في مايو 2016 في السلسلة 7 (التي وصفها البنك الاحتياطي بسلسلة المال الأكثر إشراقًا).
أصدرت السلسلة الجديدة لإضافة المزيد من ميزات الأمان إلى الأوراق النقدية النيوزيلندية. أظهرت دراسات البنك الاحتياطي الاستقصائية أن الجمهور النيوزيلندي كان راضيًا بشكل عام عن تصميم السلسلة الخامسة لذا لم تجرى إلا تعديلات قليلة جدا وطفيفة. فتحت درجة لون الورقة ووضعت الترجمة اللغة الماورية للبنك الاحتياطي (Te Putea Matua) وNew Zealand, Aotearoa على الظهر.

## الاستخدام
في البداية لم تكن ورقة 100 دولار ذات فائدة تذكر بسبب قيمتها العالية؛ ففي مارس 1982 لم يستخدم منها 120,500 ورقة نقدية من فئة 100 دولار فقط؛ وبالمقارنة من 24 مليون ورقة نقدية بقيمة 10 دولارات استخدمت في نفس الفترة. ولكن منذ عام 1993 تجاوز استخدام ورقة 100 أوراق الخمسة والعشرة دولارات واستمر في الزيادة. تشير أبحاث البنك الاحتياطي إلى أن هذا قد يكون بسبب استخدام النقد في نيوزيلندا في الأساس للإخار وليس في المعاملات.